# پاک تو چون
ژنرال پاک تو-چون (به کره‌ای: 박도춘، ۹ مارس۱۹۴۴–۲۷ ژوئیه ۲۰۲۲) سیاست‌مدار اهل کره شمالی بود.

## زندگی
براساس زندگی‌نامه رسمی او، پاک در سال ۱۹۴۴ در استان چاگانگ به دنیا آمد و در سال ۱۹۶۰ به ارتش خلق کره پیوست و در سال ۲۰۱۲ ژنرال شد. او بعداً از مدرسه حزب کیم ایل سونگ فارغ‌التحصیل شد و در تعدادی از پست‌های حزبی در کارخانه‌ها و معادن کار کرد. وی اولین بار در سال ۱۹۹۸ به عضویت مجمع عالی خلق درآمد. او در اواخر دهه ۱۹۹۰ به پست رهبری استانی رسید و در سال ۲۰۰۵ به‌عنوان دبیر ارشد کمیته حزب کارگران کره (WPK) در جاگانگ انتخاب شد. او بر نوسازی تأسیسات تولید تسلیحات استان و ساختمان نیروگاه هیچون نظارت داشت که به‌عنوان الگوهایی برای «ساختن یک ملت شکوفا» برجسته شد.
در سپتامبر ۲۰۱۰ او در سومین کنفرانس حزب به عضویت کمیته مرکزی حزب کارگران کره درآمد و به‌عنوان جانشین دفترخانه سیاسی حزب کارگران کره و منشی امور نظامی به هسته رهبری رسید. او همچنین در آوریل ۲۰۱۱ به عضویت کمیسیون دفاع ملی کره (NDC) انتخاب شد و در آوریل ۲۰۱۲ به عضویت کامل دفتر سیاسی حزب ارتقا یافت و تا حد زیادی جایگزین جان پیونگ-هو به‌عنوان مدیر صنعت نظامی کره شمالی شد. در این مقام، پاک بر پرتاب‌های کوان میان سانگ ۳ (Kwangmyŏngsŏng-3) و کوان میان سانگ ۳ واحد دو (Kwangmyŏngsŏng-3 Unit 2) در سال ۲۰۱۲ و همچنین یک آزمایش هسته‌ای بحث‌برانگیز در فوریه ۲۰۱۳ نظارت داشت.
پاک در آوریل ۲۰۱۵ از اعضای کمیسیون دفاع ملی تنزل یافت. هونگ سونگ-مو، معاون بخش صنعت ماشین‌آلات‌سازی حزب، مرد شماره دوِ پاک محسوب می‌شود.